# Liste des évêques et archevêques de Reims
Pour un article plus général, voir Archidiocèse de Reims.

Armes de l'archevêché de Reims

Le premier texte précis concernant le diocèse de Reims date du concile d'Arles en 314 : parmi les seize évêques figurant à ce concile se trouvaient ceux de Reims (Bétause) et de Trèves, provinces de la Gaule Belgique. D'après la tradition, l'évêché de Reims fut fondé vers 250 par les saints Sixte et Sinice. Aucun de leurs successeurs ne fut plus célèbre que saint Remi, mort en 533, après 74 ans d'épiscopat. 
Une des prérogatives des archevêques de Reims fut de sacrer les rois de France, avec l'huile de la Sainte Ampoule. Dans la cathédrale de Reims actuelle, de Louis VIII à Charles X, vingt-cinq rois de France furent sacrés.
L'archevêque reçut le titre de primat de Belgique Seconde en 1089. En 1023, l'archevêque Ebles acquit définitivement le comté de Reims, qui fut érigé en duché-pairie entre 1060 et 1170.
Quelques noms illustres émergent de l'histoire du diocèse de Reims : après celui de saint Remi, ceux de Gerbert (Sylvestre II), de saint Bruno, et du pape Urbain II, ceux de Gerson et de Jean Mabillon ou de saint Jean-Baptiste de La Salle.

## Évêques de Reims
- v. 260 : saint Sixte (1er évêque)
- v. 280 : saint Sinice (2e) (mort en 286)

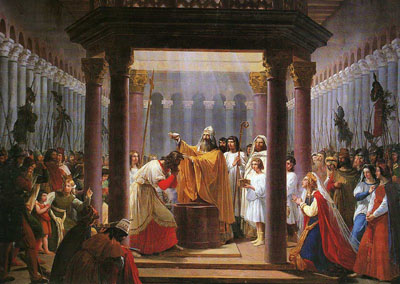
Clovis baptisé par Remi, 1825, Jean Alaux.

- v. 290 : saint Amanse, Amance ou Amand (3e)
- av. 300-apr.327 : Bétause ou Imbétausie (4e) (mort en 327)
- 328-340 : Aper, Apert ou Evre (5e) (mort en 340)
- ?-? : Dyscolie (6e)
- 348-359 : saint Maternien (7e) (mort en 368)
- 361-389 : saint Donatien (8e) (mort en 389)
- 390-394 : saint Vivent ou Vincent (9e) (mort en 394)
- 394-400 : Sévère (10e) (mort en 400)

## Archevêques de Reims
- 400-407 : saint Nicaise (11e)
- 407-441 : Baruche ou Parucie (12e) (mort en 441)
- 441-? : Barnabé (13e)
- ?-459 : Bennade ou Bennage, Bernage (14e) (mort en 459)
- 459-533 : saint Remi (15e) (mort le 13 janvier 533)
- 533-535 : saint Romain (16e) (mort en 535)
- 535-? : Flavius (17e)
- ?-550 : Mapinius (18e) (mort en 550)
- av. 573-590 : Egidius ou Gilles(19e), déposé en 590.
- 590-av. 613 : Romulf (20e) (mort en 593), fils du duc Loup de Champagne
- av. 613-631 : Sonnace (21e) (mort en 631)
- vers 629-vers 638 : Leudegisèle (22e)
- 641-646 : Anglebert (23e) (mort en 646)
- 646-649 : saint Landon (24e) (mort en 649)
- 649-673 : saint Nivard (25e)
- 673-689 : saint Rieul (Rieu, Réol, Réole) (26e) (mort en 695)
- 695-717 : saint Rigobert (27e), déposé (mort en 733)
- 717-744 : Milon de Trèves ou Milo (mort en 753)
- 744-748 : saint Abel (28e) (mort en 764)

- 748-795 : Tilpin (29e) (mort en 806)
- 795-812 : période de Sede vacante
- 812-816 : Vulfaire (30e) (mort en 816)

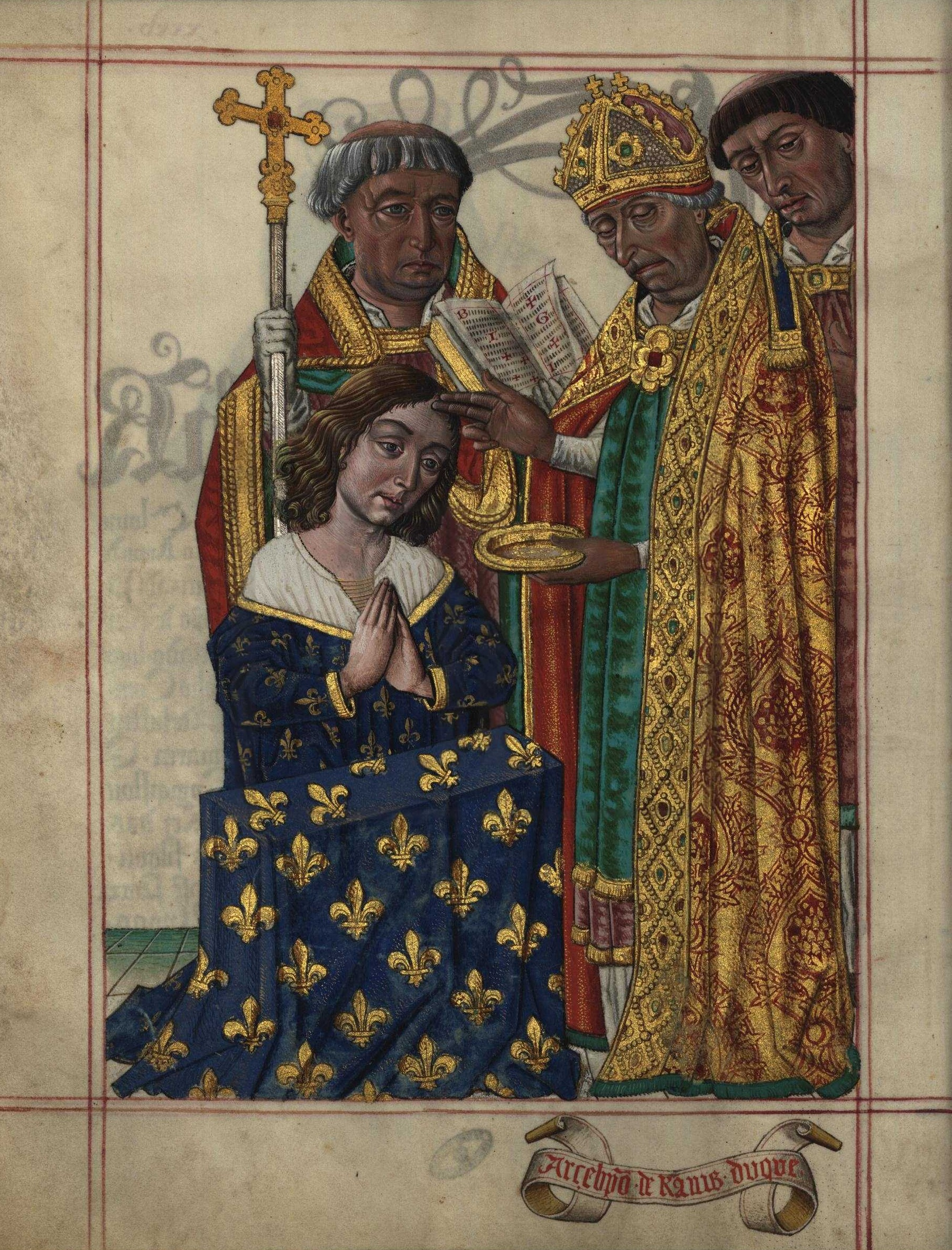
L'archevêque couronnant le roi, dans Livro do Armeiro-Mor, 1509, Arquivo Nacional Torre do Tombo par João de Cró.

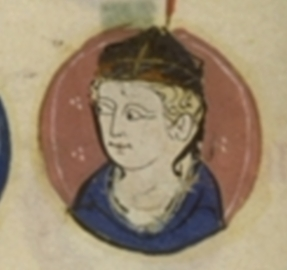
Henri de France (1121-1175), dans De Origine prima Francorum, Bernard Gui, Bibliothèque municipale, Toulouse, 1315.

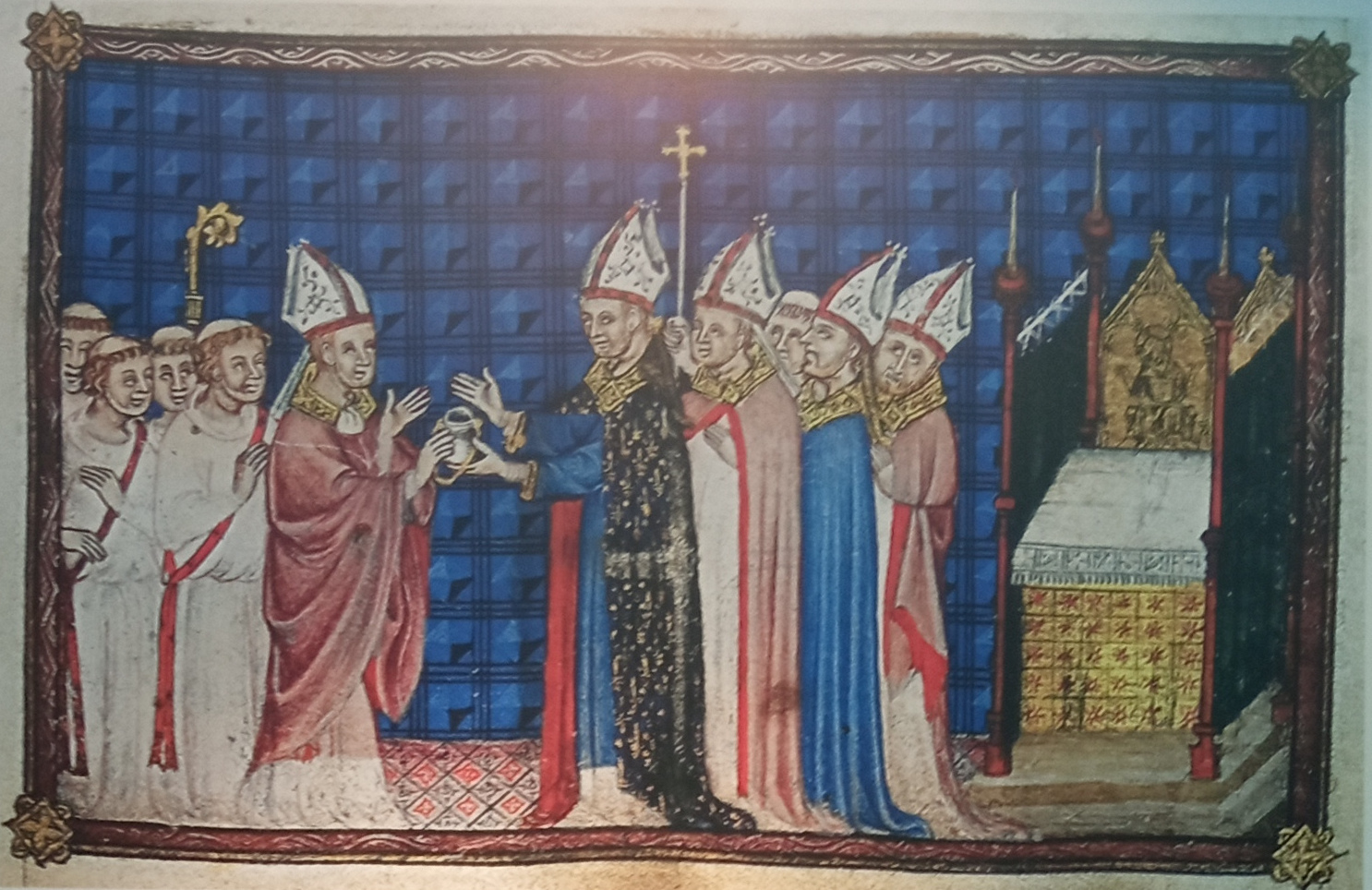
En 1364, Pierre V de Marcilly remet la sainte ampoule à Jean III de Craon pour le sacre de Charles V.

- 816-835 : Ebon de Reims (31e) déposé (mort en 851)
- 835-840 : vacance sur le siège épiscopal ; Foulques est chorévêque ; en février 835, le concile de Thionville rétablit Louis le Pieux et condamne Ebon. Six ans plus tard, l'archevêché de Reims devenant vacant à la suite d’un nouveau bannissement d'Ebon, on nomme Fulcon et après la mort de Fulcon, Nothon d'Arles qui avait été juge à ce concile de 835[1] pour successeur ; mais ni Fulcon, ni l'archevêque d'Arles ne sont consacrés dans la crainte du retour d'Ebon[2].
- 840-841 ou 842 : à la suite de la mort de Louis le Pieux, Ebon est réintégré par Lothaire Ier le 6 décembre 840. En 841 ou 842, il en fut chassé par Charles le Chauve qui avait pris le pouvoir[3].
- 842-845 : à nouveau vacance du siège épiscopal
- 845-882 : Hincmar de Reims (32e) (mort le 21 décembre 882)
- 882-900 : Foulques le Vénérable (33e) (mort le 17 juin 900)
- 900-922 : Hervé de Reims (34e) (mort en 922)
- 922-925 : Seulfe de Reims (35e) (mort le 7 août 925)
- 925-931 : Hugues de Reims (âgé de cinq ans en 925)
- 931-941 : Artaud de Reims (37e) (mort en 961)
- 941-946 : Hugues de Reims, de nouveau (mort en 962)
- 946-961 : Artaud de Reims, de nouveau (mort en 961)
- 962-969 : Odelric de Reims (38e) (mort en 966)
- 969-988 : Adalbéron de Reims (39e) (mort en 988)
- 988-991 : Arnoul de France (40e) (mort en 1021), fils bâtard du roi de France Lothaire (roi des Francs), déposé
- 991-995 : Gerbert d'Aurillac (41e) (mort en 1003), devient ensuite pape sous le nom de Sylvestre II
- 995-1021 : Arnoul de France (mort en 1021), de nouveau
- 1021-1033 : Ebles Ier de Roucy (42e) (mort en 1033), comte de Roucy, comte de Reims en 1023
- 1033-1055 : Guy Ier de Soissons ou Guy Ier de Châtillon (43e) (mort en 1055)
- 1055-1067 : Gervais de Belleme (44e) (mort en 1067)
- 1070-1081 : Manassès Ier de Gournay (45e) (mort en 1092), déposé
- 1083-1096 : Renauld Ier du Bellay (46e) (mort en 1096)
- 1096-1106 : Manassès II de Reims (47e) (mort en 1106)
- 1107 : Gervais de Rethel, candidat du roi qui annula l'élection de Raoul le Vert pour installer Gervais, lequel fut condamné par le concile de Troyes (1107) le 23 mai 1107
- 1107-1124 : Raoul le Vert (48e) (mort en 1124)
- 1124-1138 : Renaud de Martigné (49e) (mort en 1138)
- 1140-1161 : Samson de Mauvoisin (50e) (mort en 1161)
- 1162-1175 : Henri de France (1121-1175) (51e) (mort en 1175), frère de Louis VII le Jeune
- 1176-1202 : Guillaume aux Blanches Mains (52e) (1135-1202), cardinal (1179), fils de Thibaut IV de Blois comte de Champagne
- 1205-1206 : Bienheureux Guy Paré (53e) (mort en 1206), cardinal (1190). Le pape Innocent III rappelle par une bulle en 1205 que les comtes de Champagne sont les vassaux de l'archevêque de Reims, pour Épernay, Fismes, Châtillon-sur-Marne, Vertus, et Vitry-en-Perthois
- 1207-1218 : Albéric de Humbert (54e) (mort en 1218)
- 1219-1226 : Guillaume de Joinville (55e) (mort en 1226)
- 1227-1240 : Henri de Dreux (1193-1240) (56e) (1193-1240)
- 1244-1249 : Juhel de Mathefelon (57e) (mort en 1249), il participa en tant que prélat à la Septième croisade
- 1249-1262 : Thomas de Beaumetz (58e) (mort en 1262)
- 1266-1270 : Jean Ier de Courtenay-Champignelles (59e) (1226 - 20 août 1270)
- 1274-1298 : Pierre Barbette (archevêque) (60e) (mort en 1298)
- 1299-1324 : Robert de Courtenay-Champignelles (61e) (1251-1324)
- 1324-1331 : Guillaume de Trie (62e) (mort en 1331)
- 1336-1351 : Jean II de Vienne (63e) (mort en 1351)
- 1351-1352 : Hugues II d'Arcy (64e) (mort en 1352)
- 1352-1355 : Humbert II du Viennois (65e) dauphin du Viennois (mort en 1355)
- 1355-1373 : Jean III de Craon (66e) (mort en 1374)
- 1373-1375 : Louis Thézart (67e) (mort en 1375)
- 1375-1389 : Richard Picque (68e) (mort en 1389)
- 1390-1390 : Ferry Cassinel (69e) (mort en 1390)
- 1390-1409 : Guy de Roye (70e) (mort en 1409)
- 1409-1413 : Simon de Cramaud (71e) (mort en 1423), cardinal (1413)
- 1413-1413 : Pierre Troussel (72e) (mort en 1413)
- 1413-1444 : Regnault de Chartres (73e) (mort en 1444), cardinal
- 1445-1449 : Jacques Jouvenel des Ursins (74e) (1410-1457)

### Époque moderne (1453)
- 1449-1473 : Jean IV Jouvenel des Ursins (75e) (1388-1473)
- 1473-1493 : Pierre III de Laval (76e) (mort en 1493)
- 1493-1497 : Robert II Briçonnet (77e) (mort en 1497)
- 1497-1507 : Guillaume IV Briçonnet (78e) (mort en 1514), cardinal  (1495) frère du précédent
- 1507-1508 : Charles Dominique de Carretto (79e) (mort en 1514), cardinal (1505)
- 1508-1532 : Robert III de Lenoncourt (80e) (mort en 1532)
- 1533-1538 : Jean V de Lorraine (81e) (9 avril 1498 - 10 mai 1550), cardinal (1518), fils de René II de Lorraine
- 1538-1574 : Charles de Guise (82e) (17 février 1524 - 26 décembre 1574), cardinal de Guise (1547) puis de Lorraine (1550), neveu du précédent, fils de Claude de Lorraine, 1er duc de Guise
- 1574-1588 : Louis II de Guise (83e) (6 juillet 1555 - 24 décembre 1588), cardinal de Lorraine (1578), neveu du précédent, fils de François Ier, 2e duc de Guise
- 1588[4]-1594 : Nicolas de Pellevé (84e) (18 octobre 1515 - 28 mars 1594), archevêque de Sens (1562-1594), cardinal (1570)
  - Aymar Hennequin (1543-1596), évêque de Rennes, en 1575, nommé à l'archevêché de Reims, dont il prêta serment au parlement, en qualité de duc et pair de France, le 2 avril 1594. Il mourut sans en avoir pris possession[5].
- 1594-1605 : Philippe du Bec (85e) (mort en 1605), auparavant évêque de Vannes (1559-1566), puis évêque de Nantes (1566-1594).
- 1605-1621 : Louis III de Guise (86e) (22 janvier 1575 - 21 juin 1621), cardinal de Guise (1615), neveu de Louis II de Guise, fils d'Henri Ier de Guise dit le balafré, 3e duc de Guise
- 1622-1629 : Gabriel Gifford ou Guillaume de Gifford, Gabriel de Sainte-Marie (87e) (mort en 1629)
- 1629-1641 : Henri III de Guise (88e) (4 avril 1614 - 2 juin 1664), neveu de Louis III de Guise, fils de Charles Ier de Lorraine, duc de Guise
- 1641-1651 : Léonor d'Estampes de Valençay (89e) (mort en 1651)
- 1651-1657 : Henri IV de Savoie-Nemours (90e) (1625-1659)
- 1657-1671 : Antonio Barberini (91e) (mort en 1671), cardinal italien (1627)
- 1671-1710 : Charles-Maurice Le Tellier (92e) (1642-1710)
- 1710-1721 : François I de Mailly (93e) (4 mars 1658 - 3 septembre 1721), archevêque d'Arles (1697-1710), cardinal (1719)
- 1722-1762 : Armand Jules de Rohan-Guémené (94e) (1695-1762)
- 1763-1777 : Charles Antoine de La Roche-Aymon (95e) (1697-1777), cardinal (1771)
- 1777-1816 : Alexandre Angélique de Talleyrand-Périgord (96e) (1736-1821), cardinal (1817), puis archevêque de Paris (1817)

### Époque contemporaine

#### Régime concordataire
- 1817-1824 : Jean Charles de Coucy (97e) (23 septembre 1746 - 9 mars 1824)
- 1824-1839 : Jean-Baptiste de Latil (98e) (26 avril 1761 - 1er décembre 1839), cardinal (1826)
- 1840-1866 : Thomas II Gousset (99e) (1er mai 1792 - 22 décembre 1866), cardinal (1850)
- 1867-1874 : Jean-François Landriot (100e) (9 janvier 1816 - 8 juin 1874)
- 1874-1905 : Benoît Langénieux (101e) (15 octobre 1824 - 1er janvier 1905), cardinal (1886)

#### Archevêques desXXeetXXIesiècles
- 1906-1930 : Louis-Joseph Luçon (102e) (28 octobre 1842 - 28 mai 1930), cardinal (1907)
- 1930-1940 : Emmanuel Suhard (103e) (5 avril 1874 - 30 mai 1949), cardinal (1935), puis archevêque de Paris (1940)
- 1940-1960 : Louis-Augustin Marmottin (104e) (11 mars 1875 - 9 mai 1960)
- 1960-1968 : François II Marty (105e) (18 mai 1904 - 16 février 1994), cardinal (1969), puis archevêque de Paris (1968)
- 1968-1972 : Jean-Marie Maury (106e) (22 mai 1907 - 5 janvier 1994)
- 1973-1988 : Jacques II Ménager (107e) (24 juillet 1912 - 13 mars 1998)
- 1988-1995 : Jean VI Balland (108e) (26 juillet 1934 - 1er mars 1998), cardinal (1998), archevêque de Lyon (1995)
- 1995-1998 : Gérard Defois (109e) (né le 5 janvier 1931), évêque de Lille (1998)
- 1999-2018 : Thierry Jordan (110e) (né le 31 août 1943)
- depuis 2018 : Eric de Moulins-Beaufort (111e) (né le 30 janvier 1962)

## Évêques auxiliaires
L'archevêque est également aidé d'évêques auxiliaires :
- Étienne Blanquet de Rouville (1828-1838)
- Georges Béjot (1955-1971)
- Guy Herbulot (1974-1978) ; nommé évêque d'Évry-Corbeil-Essonnes
- André Lacrampe (1983-1988) ; nommé Prélat de la Mission de France
- François Gourguillon (1992-2003)
- Joseph Boishu (2003-2012)
- Bruno Feillet (2013-2021) ;
- Étienne Vető (depuis 2023)

## Résidences des archevêques de Reims
La première résidence connue des archevêques de Reims est sans aucun doute celle où s'installa saint Nicaise au moment de la construction de sa cathédrale au début du Ve siècle. Cette résidence deviendra par la suite le palais du Tau, néanmoins il fut très peu habité par les archevêques de Reims tous préférant d'autres résidences ailleurs dans Reims ou même ailleurs sur leurs terres. Le palais du Tau fait alors surtout office de centre administratif et symbolique du pouvoir de l’archevêché rémois, il n'est réellement habité qu'à partir du XVIIe siècle. 
Les autres résidences rémoises, ne nous étant par parvenues, sont peu ou mal connues. On connait grâce aux sources contemporaines l'existence d'un autre palais sur le site de la porte Bazée au VIIe siècle, résidence notamment de saint Rigobert. Au XIIe siècle, Henri de Braine lance les premières fortifications de ce qui est rapidement devenu le château Porte-Mars avant qu'il ne soit complètement détruit en 1595. De manière temporaire les archevêques de Reims connurent d'autres résidences bien plus modestes. À l'occasion du sacre royal, le palais du Tau médiéval ne permettait pas le logement de l’archevêque et du roi, le pontife rémois allait alors loger chez un chanoine.
Autrement, les archevêques de Reims eurent de nombreuses résidences non rémoises, notamment des châteaux forts parmi lesquels ceux de Sept-Saulx, Cormicy ou Courville. Ils leur arrivaient également de loger dans les abbayes environnantes notamment à l'abbaye de Saint-Thierry.
Depuis le 16 décembre 1906, les archevêques de Reims ne vivent plus au palais du Tau. L’archevêché se trouve désormais dans l’Hôtel du Corbeau, situé juste de l'autre côté de la rue du Cardinal de Lorraine, derrière le palais du Tau. Cet ancien hôtel particulier a été légué à l’archevêché par Henri-Victor Lucas à sa mort en novembre 1913.

## Sépulture des archevêques

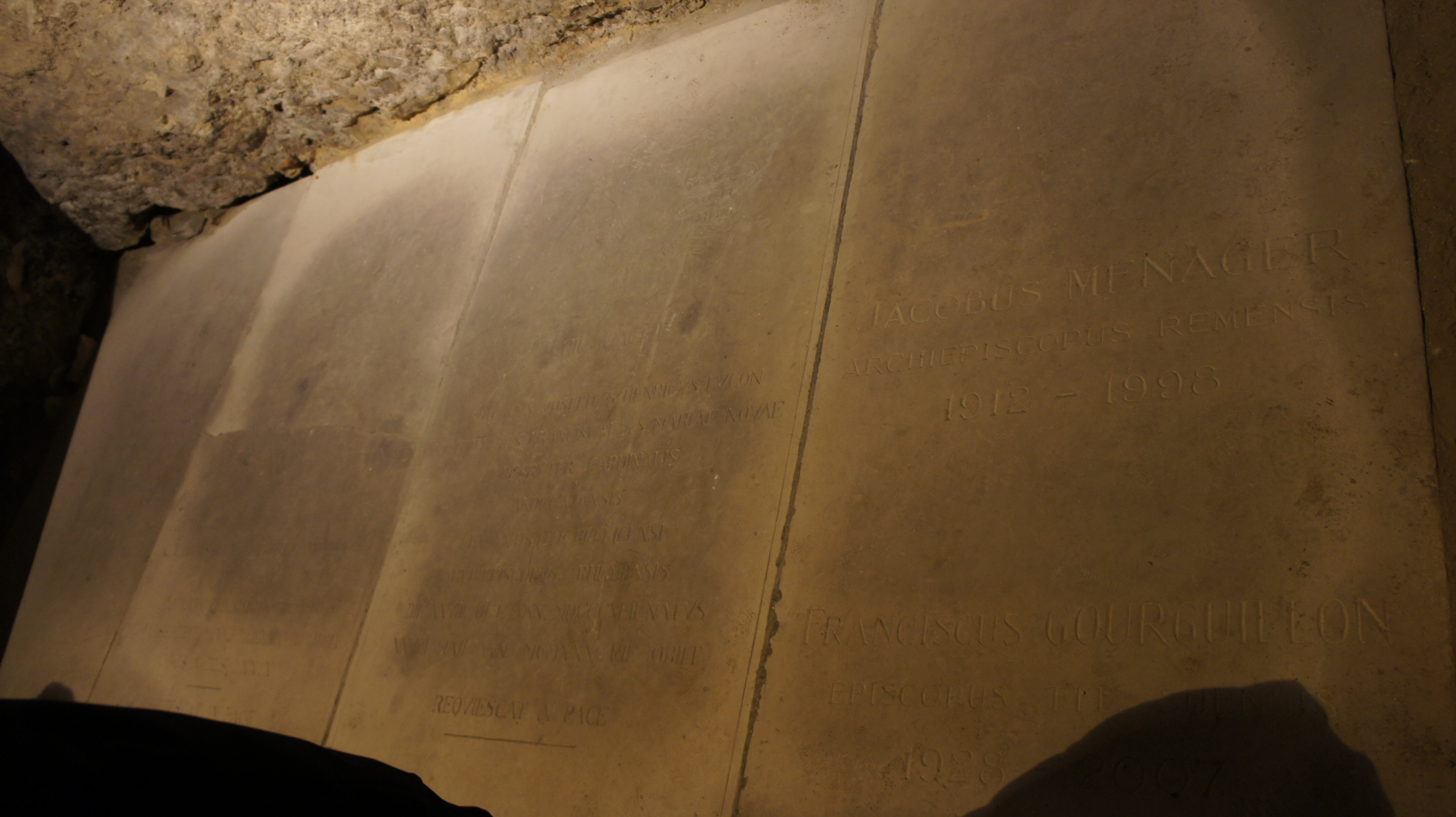
Gisants dans la crypte de la cathédrale.

La tradition veut que les premiers évêques de Reims aient pris l'habitude d’être inhumés dans l'église dédiée à saint Agricole et saint Vital, cette église fut plus tard remplacée par l'abbaye Saint-Nicaise (détruite à la Révolution). C'est sans doute saint Remi, qui en 533, met fin à cette tradition en décidant d’être inhumé à l’emplacement actuel de la basilique qui lui est dédiée. Par la suite les archevêques furent inhumés soit dans la cathédrale soit dans la basilique Saint-Remi dont certains archevêques étaient également abbé. La basilique Saint-Remi étant également une nécropole royale, les sépultures qui s'y trouvent ont en grande partie été pillées voire détruites pendant la Révolution Française.
Si les tombes de la cathédrale et de la basilique Saint-Remi ont pu être redécouvertes et fouillées par Henri Deneux dans les années 1920, aucune trace ne subsiste des sépultures des premiers évêques qui furent inhumés sur le site de l'ancienne abbaye Saint-Nicaise. Seuls des fragments du tombeau de saint Nicaise ont été conservés à la suite de sa destruction.
Sépultures de la cathédrale Notre-Dame :
- Odelric en 971 (sa dépouille fut envoyée par erreur à Liège, à la place de celle de saint Albert, l'échange fut rectifié dans les années 1920 lors de la redécouverte de la sépulture)
- Adalbéron en 988 (pillée)
- Ebles Ier de Roucy en 1033
- Gervais de Belleme en 1067
- Renauld Ier du Bellay en 1096
- Henri Ier de France, frère de Louis VII en 1175
- Guillaume aux Blanches Mains en 1202 (pillée au XVIIIe siècle)
- Albéric de Humbert en 1218
- Henri II de Dreux en 1240 (pillée au moment de l'inhumation de François de Mailly)
- Jean Ier de Courtenay-Champignelles en 1270 (pillée au XVIIIe siècle)
- Pierre Barbet en 1298
- Robert de Courtenay-Champignelles en 1324 (pillée au XVIIIe siècle)
- Guillaume de Trie en 1334
- Jean II de Vienne en 1351
- Hugues d'Arcy en 1352
- Louis Thésait en 1375

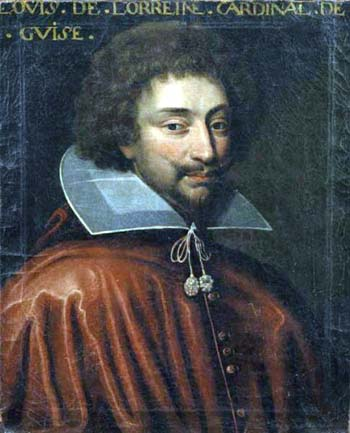
Louis de Guise.

- Jean II Jouvenel des Ursins en 1473
- Charles de Guise en 1574 (détruite en 1742)
- Nicolas de Pellevé (mort en 1594) inhumé en 1598
- Philippe du Bec en 1605
- François de Mailly en 1721
- Jean Charles de Coucy en 1824
- Jean-Baptiste de Latil en 1839

En tout une trentaine de sépultures a été découverte par Henri Deneux, certaines n'ont pas pu être identifiées au moment des fouilles. Les autres tombes identifiées sont celles de saint Albert (mort en 1192) dont la dépouille fut transférée à Liège, celles d'Étienne de Rouville évêque auxiliaire (mort en 1838), de Frédéric Gallard évêque coadjuteur (mort en 1839) ainsi que celles de Thomas de Cernay (mort en 1343), Laurent de Raillicourt (mort en 1410) et Hugues Baril ou Cady (mort en 1521) tous trois chanoines.
Sépultures de la basilique Saint-Remi :
- Saint Remi en 533, tombeau détruit puis reconstruit à plusieurs reprises (le tombeau actuel date du XIXe siècle)
- Saint Sonnace en 631 ou 633
- Landon de Reims en 649
- Saint Nivard de Reims en 675
- Saint Réol en 695
- Tilpin en 806
- Vulfard en 816
- Hincmar en 882 (tombeau détruit à la Révolution)
- Foulques le Vénérable en 900
- Artault en 961
- Arnoul, fils illégitime du roi Lothaire, en 1021
- Raoul le Verd en 1124
- Robert de Lénoncourt en 1532

Un grand nombre archevêques fut également inhumé dans l’abbatiale de Saint-Denis, cette église fut détruite à la Révolution pour percer l'actuelle rue Libergier.